# Гаран Дмитро Михайлович
Дмитро Гаран (1908 — липень 1952) — український педагог, викладач, директор Глухівського учительського інституту (1938—1941, 1943—1945), директор Мелітопольського педінституту (1935–1937).

## Життєпис
Народився 1908 р.
1918 прийнятий у громадянство Української Держави, з 1921 — у постійній зоні окупації большевицької Московії.
У 1922–1929 рр. наймитував у заможних селян на Херсонщині, працював пастухом у заповіднику «Асканія Нова».
Упродовж 1929–1934 рр. навчався на робітфаці та історичному факультеті в Мелітопольському педінституті.
Із 1934 по 1935 рр. — викладач історії (ймовірно, у згаданому виші).
1935–1937 рр. — директор та викладач на робітфаці при Мелітопольському педінституті.
Із серпня 1937 по березень 1938 працював помічником директора із заочної форми навчання у цьому навчальному закладі.
Кілька місяців обіймав посаду редактора видання «Радянський степ» (Мелітополь), а потім — заступника начальника Головліту України.
Із грудня 1938 по серпень 1941 був директором Глухівського учительського інституту.
У роки німецько-радянської війни перебував у Оренбурзькій області.
Працював на посадах шкільного учителя й завуча, завідувача відділу пропаганди та агітації, редактора однієї з районних газет.
Після звільнення Глухова від німецької окупації у жовтні 1943 повернувся на посаду директора Глухівського учительського інституту, яку обіймав до початку 1945.
Із січня 1945 по квітень 1947 — голова Глухівського району Сумської області.
До 1952 працював викладачем у Глухівському інституті.
Із лютого 1952 навчався в аспірантурі Інституту підвищення кваліфікацій при Київському університеті.
Помер у липні 1952.